# Simon Sebag Montefiore

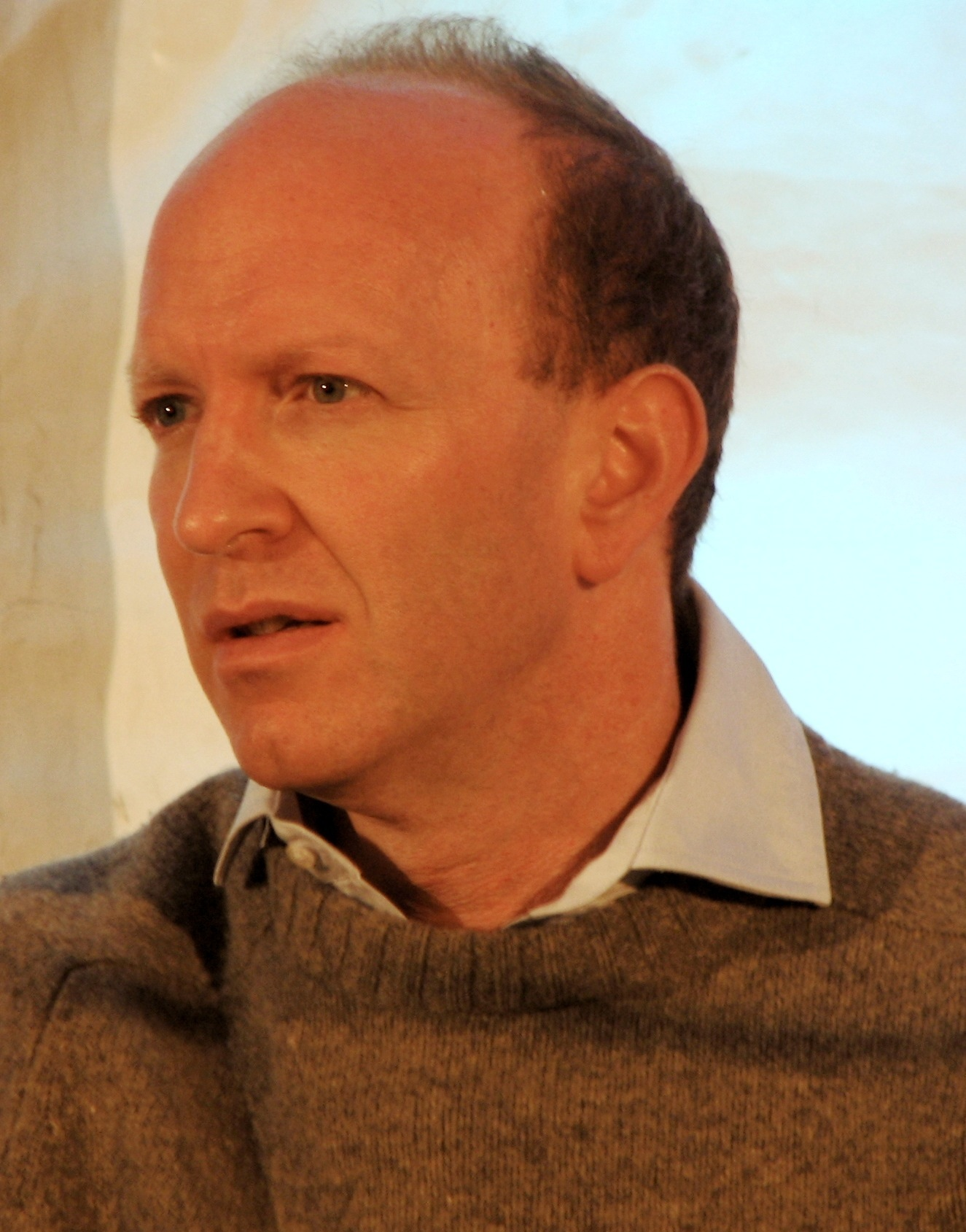
Simon Sebag Montefiore (2010)

Simon Jonathan Sebag Montefiore (* 27. Juni 1965 in London) ist ein britischer Historiker, Journalist und Autor. Er beschäftigt sich mit jüdischer und russischer Geschichte.

## Leben
Simon Sebag Montefiore ist ein Nachkomme von Joseph Sebag-Montefiore und Moses Montefiore, einflussreichen jüdischen Politikern in England. Er studierte Geschichte am Gonville and Caius College in Cambridge und unternahm mehrere ausgedehnte Reisen in die ehemalige Sowjetunion, vor allem in den Kaukasus, die Ukraine und Zentralasien.
Simon Sebag Montefiore ist der Bruder von Hugh Sebag-Montefiore und verheiratet mit der britischen Schriftstellerin Santa Montefiore, mit der er in London lebt und zwei Kinder hat. Ein Cousin, der britische Beamte Julius Jacobs, starb 1946 beim Bombenanschlag der radikal-zionistischen Terrororganisation Irgun auf das King David Hotel in Jerusalem.

## Werk
Montefiore verfasste eine Biografie über Grigori Alexandrowitsch Potjomkin (ein Gefährte Katharinas der Großen) sowie eine umfangreiche zweibändige Biografie des sowjetischen Diktators Josef Stalin, die in mehrere Sprachen übersetzt wurde.
Montefiore sieht eine Parallele zwischen Wladimir Putin und den Zaren, und zwar sowohl die große Furcht, gestürzt zu werden, als auch „der totale Glaube an sich selbst, dass er allein Russland retten kann.“ Putin sei überzeugt, zu dieser „Rettung“ sei „eine nationalistische Autokratie orthodoxen Glaubens“ nötig, welche er ausgebaut habe. Zur im US-Wahlkampf 2016 zu erkennenden Putin-Sympathie von Donald Trump meinte Montefiore: „Trump […] hat keine Vorstellung von der russischen Herrschaft.“
2011 schrieb er eine „Biografie“ der Stadt Jerusalem.

## Kritik
Seine beim Publikum sehr erfolgreichen Bücher über den jungen Stalin und über das Leben in der engsten Umgebung Stalins (Stalin. Am Hof des roten Zaren) wurden kritisiert von einigen Historikern, die zur Geschichte des Stalinismus beziehungsweise zur Geschichte Russlands und der Sowjetunion forschen. Diese Bücher seien reißerisch und würden wissenschaftlichen Ansprüchen nicht gerecht. Montefiore verkörpere „ein in der Stalinismusforschung neuartiges Phänomen – das unverhohlene Bestreben, Stalins Leben und Herrschaft einem größtmöglichen Massenpublikum in leicht konsumierbarer Form nahe zu bringen und auf diese Weise kommerziell auszubeuten.“

## Auszeichnungen
- 2007 – Bruno-Kreisky-Preis für das politische Buch für „Der junge Stalin“
- 2008 – Costa Book Award 2007 in der Sparte Biography für Young Stalin

## Veröffentlichungen (Auswahl)
- King’s parade. Penguin Books, London 1992, ISBN 0-14-014302-5.
- Catherine the Great and Potemkin. The imperial love affair.[5]
  - deutsch: Katharina die Große und Fürst Potemkin. Eine kaiserliche Affäre. Fischer Taschenbuchverlag, Frankfurt/M. 2009, ISBN 978-3-596-18275-6[6]
- Stalin. The court of the red tsar. Weidenfeld & Nicolson, London 2004, ISBN 1-84212-726-8.
  - deutsch: Stalin. Am Hof des roten Zaren. Fischer, Frankfurt/M. 2006, ISBN 3-596-17251-9 (übersetzt von Hans Günter Holl)

- Young Stalin. Weidenfeld & Nicolson, London 2007, ISBN 978-0-297-85068-7.
  - deutsch: Der junge Stalin. S. Fischer, Frankfurt/M. 2007, ISBN 978-3-10-050608-5.[6]
- Sashenka. A novel. Simon & Schuster, New York 2008, ISBN 978-1-4165-9555-7 (EA London 2008)
  - deutsch: Saschenka. Roman. Fischer-Taschenbuchverlag, Frankfurt/M. 2014, ISBN 978-3-596-18938-0[7]

- Jerusalem. A biography. Weidenfeld & Nicolson, London 2011, ISBN 978-0-297-85265-0.
  - deutsch: Jerusalem. Die Biographie. S. Fischer, Frankfurt/M. 2011, ISBN 978-3-10-050611-5 (übersetzt von Ulrike Bischof)

- The Romanovs. 1613–1918. Weidenfeld & Nicolson, London 2014, ISBN 978-0-297-85266-7.
  - deutsch: Die Romanows. Glanz und Untergang der Zaren-Dynastie 1613–1918. S. Fischer, Frankfurt/M. 2016, ISBN 978-3-10-050610-8.
- One night in winter. A novel. Harper Books, New York 2014, ISBN 978-0-06-229188-2.
  - deutsch: Kinder des Winters. Roman. S. Fischer, Frankfurt/M. 2015, ISBN 978-3-596-03186-3[7]
- The World. A Family History of Humanity, Alfred A. Knopf, New York 2022, ISBN 978-0-525-65953-2.
  - deutsch: Die Welt. Eine Familiengeschichte der Menschheit. Klett-Cotta, Stuttgart 2023, ISBN 978-3-608-98354-8.